# Schänzchen (Bonn)

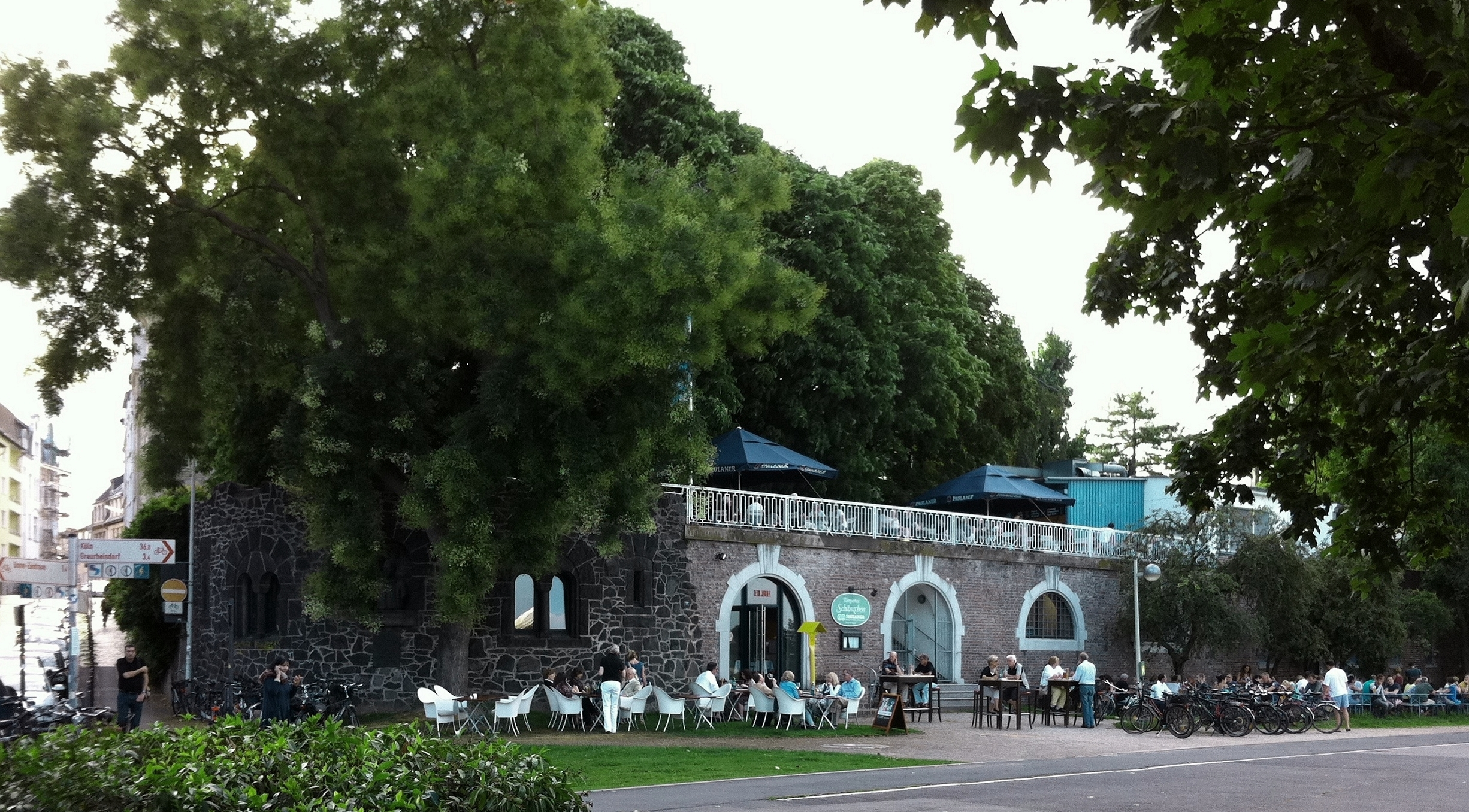
Gaststätte und Biergarten Schänzchen (2011)

Das Schänzchen war ursprünglich ein Teil des Römerlagers Castra Bonnensia, dem Legionslager an der Stelle Bonns.
Im 16.–18. Jahrhundert diente es den Kurfürsten von Köln als militärische Anlage („Schanze“) zur Kontrolle des Rheins. 
Im 19. Jahrhundert siedelte sich am Schänzchen ein Ausflugslokal an, das von den Bonner Studenten frequentiert wurde, wie der Burschenschaft Alemannia Bonn. Diese beschloss 1884 den Kauf des Schänzchens, zugleich wurde ein Verbindungshaus erbaut.
Auf der Terrasse des Verbindungshauses befindet sich heute ein Biergarten, das darunter liegende Gewölbe wurde Mitte der 2000er Jahre wiederhergestellt und zu einem Lokal ausgebaut.